# Standard E-1
Le Standard E-1 est un biplan d'entraînement américain Première Guerre mondiale.

## Conception
Conçu à l'origine comme chasseur, le Standard E-1 se révéla trop lent et servit en tant qu'avion d'instruction de niveau supérieur.
Lancé en 1917, le projet fut l'œuvre de la Standard Aircraft Corporation d'Elizabeth (New Jersey), une société qui produisait des avions européens sous licence.
En janvier 1918, l'usine sortit 2 prototypes et, après les essais d'évaluation, l'appareil fut commandée à 98 autres exemplaires.
L'avion avait des dimensions relativement petites et des lignes assez nettes, rappelant celles des avions de chasse britanniques contemporains de la société Sopwith. Mais l'utilisation du Standard E-1 mit nettement en évidence son manque de puissance et l'adoption d'un meilleur moteur, le Gnome 9B rotatif de 100 ch, ne réussit pas à doter l'avion des qualités de vitesse et de manœuvrabilité indispensables pour un appareil de combat.
168 exemplaires furent construits avant que l'armistice ne supprime les ordres de production.